# Bytoń (plaats)
Bytoń is een dorp in het Poolse woiwodschap Koejavië-Pommeren, in het district Radziejowski. De plaats maakt deel uit van de gemeente Bytoń.